# エンジン・アライアンス GP7000

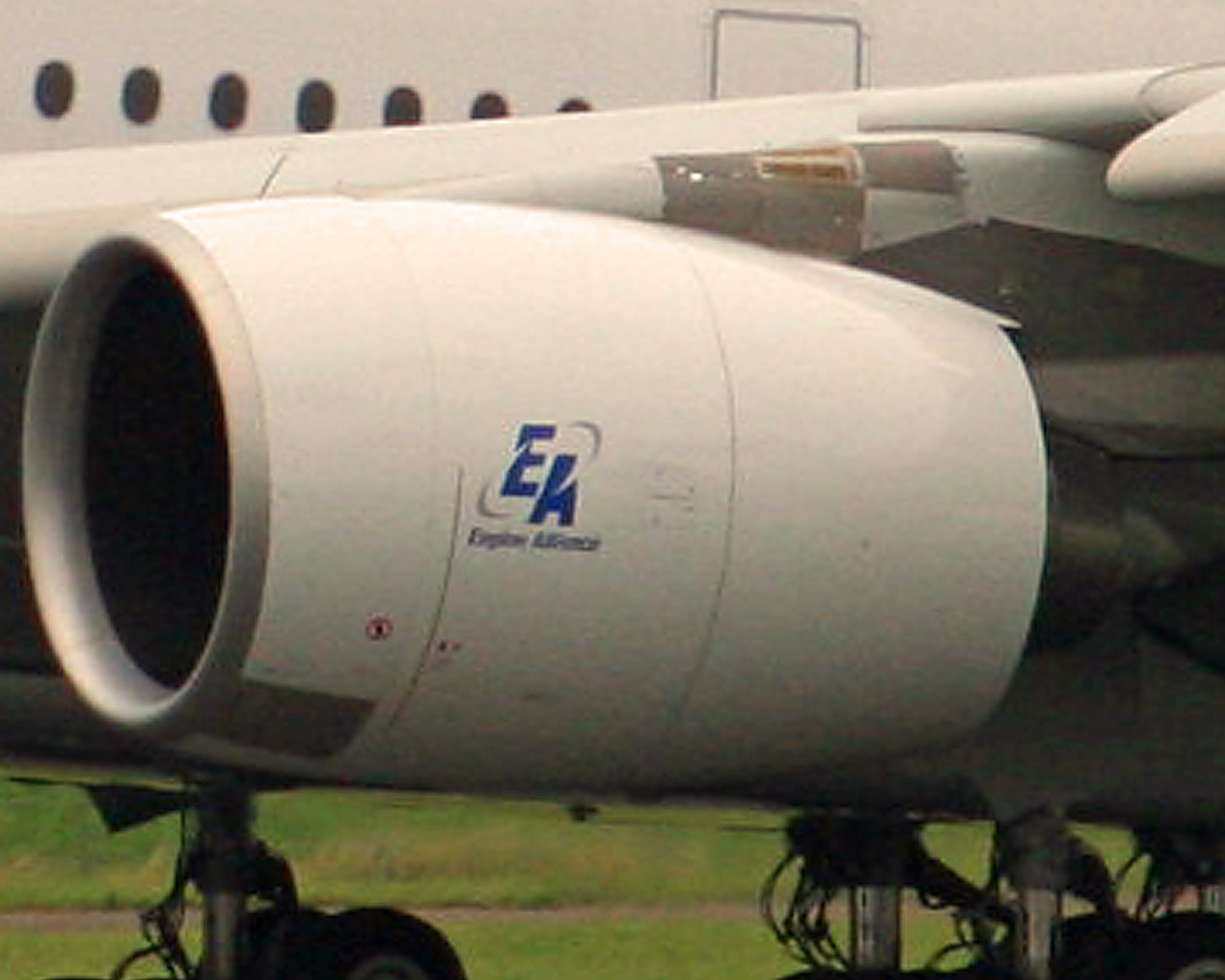
エアバスA380に搭載されたGP7200

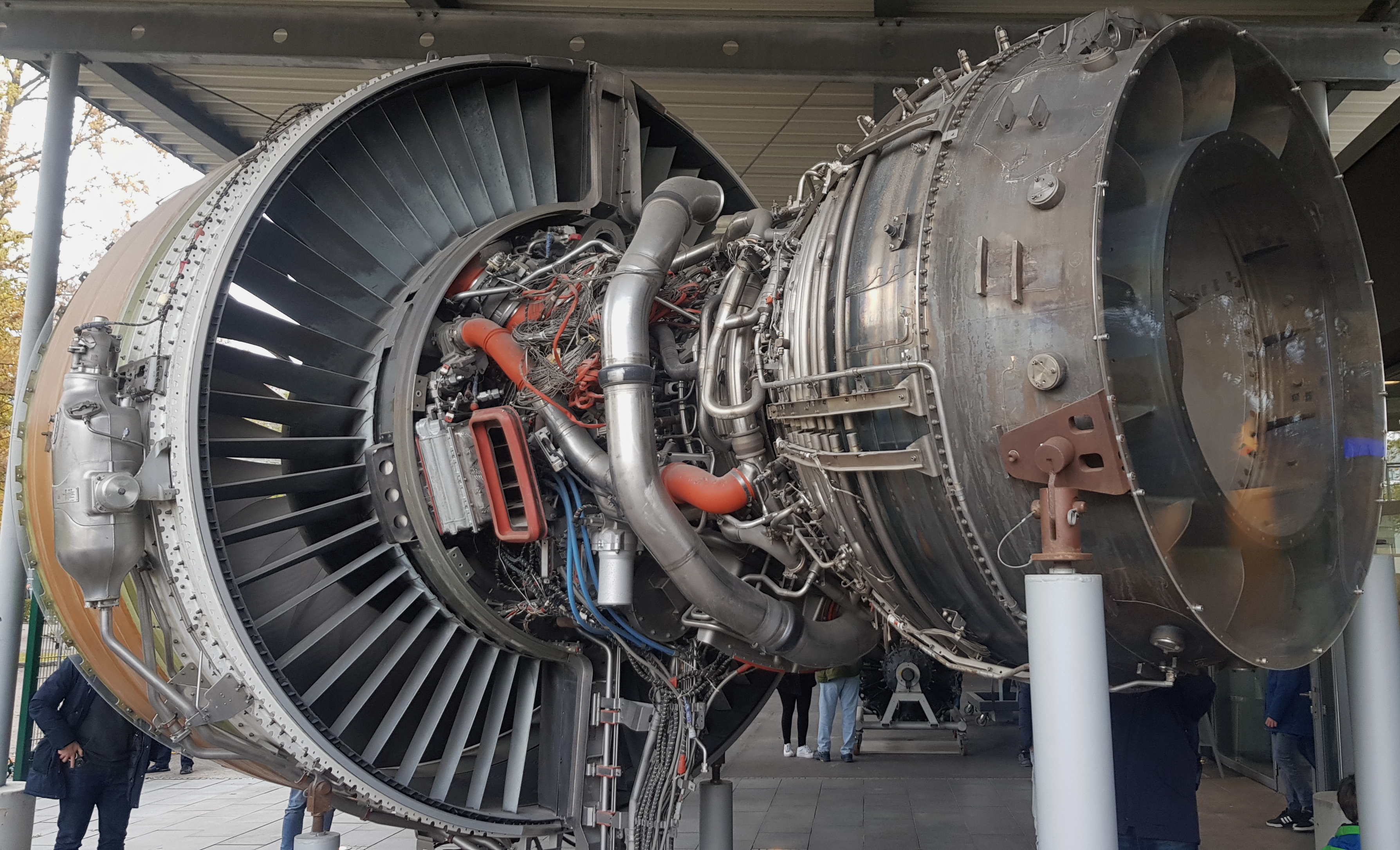
GP7000

エンジン・アライアンス GP7000（Engine Alliance GP7000 、GP7200としても知られる）は、航空機用の大型ターボファンエンジン。エアバスA380に採用されている。
GE90のコアエンジンとPW4000の低圧システム（ファン・低圧圧縮機・低圧タービン）を元に構成されている。

## 歴史
ゼネラル・エレクトリック・エアクラフト・エンジンズ（現・GE・アビエーション）とプラット・アンド・ホイットニーとが折半出資して設立したエンジン・アライアンスによって開発された。
元々はボーイングの商用航空機部門であるボーイング・コマーシャル・エアプレーンズが開発を検討していたボーイング747の胴体延長型747-Xに搭載するエンジンとして供給する予定であったが、747-Xの開発が中止されたため、エアバスのA380に搭載するエンジンとして開発が進められた。
地上でのエンジンテストは2004年4月に開始され、A380に搭載されてのテストは2006年8月14日に始められた。2006年1月4日、アメリカ連邦航空局は商用での使用資格を認定した。2006年8月25日にA380-861テスト機（MSN009、製造番号009）がGP7200を搭載して初飛行を行った。トゥールーズを飛び立ち、再びトゥールーズに戻る4時間の飛行であった。テストはナセル、巡航速度、操作について行われた。また前日には離陸中止（RTO:Rejected TakeOff）テストが行われた。

## 競合
競合するエンジンはロールス・ロイス・ホールディングスのトレント900シリーズである。トレント900は、エアバスA380がまだA3XXと呼ばれていた1996年当時に、搭載エンジンとして採用され、A380の顧客のほとんどに選ばれた。しかしながら、その後A380のエンジン市場に参入したGP7000は、シェアを48％まで増加させた（2005年）。シェア増加の一番の要因は、アラブ首長国連邦の航空会社であるエミレーツ航空が総販売機数の3分の1に当たる45機ものA380をGP7000搭載型として発注したためである。GP7200が搭載されたA380は型番A380-86X（末尾から2桁目の6がGP7200搭載を示す）が割り当てられる。

## 出資・部品生産
GP7200プロジェクトには、ドイツのMTUエアロ・エンジンズや、フランスのスネクマなども出資している（GE・アビエーションまたはプラット・アンド・ホイットニーの持つ株の一部を持つ形）。また、日本のIHI、スウェーデンのボルボ（子会社のボルボ・エアロ）なども部品の生産に関わっている。

## 主要顧客
- エールフランス
- エミレーツ航空
- エティハド航空
- 大韓航空
- カタール航空

## GP7270 諸元
出典:FEDERAL AVIATION ADMINISTRATION, Teal Group Corporation

### 一般的特性
- 形式: 高バイパス比2軸ターボファンエンジン
- 全長: 474 cm (186 in)
- 直径: 316 cm (124 in), ファン先端まで 295 cm (116 in)
- 乾燥重量: 6712 kg (14,798 lb)

### 構成要素
- 圧縮機: スウェプトワイドコード 中空チタン ファンブレード24枚、バイパス比8.7:1　5段低圧軸流圧縮機、9段高圧軸流圧縮機

- 燃焼器: 低公害アニュラー燃焼器
- タービン: 2段高圧タービン、ボルトレス構造、単結晶(SC)ブレード、耐熱コーティング、軸流;6段低圧軸流タービン

### 性能
- 推力: 36,980 kgf, 363 kN, 81,500 lbf
- 全圧縮比: 43.9
- 推力重量比: 4.73 (エンジン重量は17,230 lbf、推力は 81,500 lbf と仮定する。)